# Exponentielle de base a
En analyse réelle, l'exponentielle de base a est la fonction notée expa qui, à tout réel x, associe le réel ax. Elle n'a de sens que pour un réel a strictement positif. Elle étend à l'ensemble des réels la fonction, définie sur l'ensemble des entiers naturels, qui à l'entier n associe an. C'est donc la version continue d'une suite géométrique.
Elle s'exprime à l'aide des fonctions usuelles exponentielle et logarithme népérien sous la forme
{\displaystyle \exp _{a}(x)=a^{x}={\rm {e}}^{x\ln(a)}.}
Elle peut être définie comme la seule fonction continue sur ℝ, prenant la valeur a en 1 et transformant une somme en produit.
Pour a différent de 1, c'est la réciproque de la fonction logarithme de base a. On appelle d'ailleurs parfois ces fonctions les fonctions antilogarithmes. Le cas a = e correspond aux fonctions exponentielle et logarithme népérien.
Les fonctions exponentielles sont les seules fonctions dérivables sur ℝ, proportionnelles à leur dérivée et prenant la valeur 1 en 0. Elles permettent de modéliser les phénomènes physiques ou biologiques dans lesquels la vitesse de croissance est proportionnelle à la taille de la population.
On trouve aussi le terme de fonctions exponentielles pour des fonctions dont l'expression est N ax.

## De la puissance à l'exponentielle
On considère un réel a strictement positif ; il est facile de définir an comme le produit de a par lui-même n fois pour tout entier n supérieur ou égal à 1,
{\displaystyle \exp _{a}(n)=a^{n}={\underset {n{\text{ fois}}}{\underbrace {a\times a\times \cdots \times a} }}}
puis de définir a0 = 1 et a–n = 1/an. On démontre aisément la propriété an + m = an × am. Cette construction, assez naturelle, correspond aux phénomènes dits à croissance ou décroissance exponentielle.
- Exemple 1 : imaginons une population dont la taille augmente de 30 % tous les 10 ans. Si l'on note N la population en 1900, il est facile de calculer la population en 1910, 1920… qui sera de N × 1,3, puis N × 1,32… pour aboutir au bout de n décennies à N × 1,3n. Il est même possible de déterminer la population en 1890, 1880… qui sera de N × 1,3−1, N × 1,3–2…
- Exemple 2 : le carbone 14 a une décroissance radioactive de période T = 5 730 ans ce qui veut dire que tous les T ans, le nombre de particules radioactives a été divisé par 2. Si l'on mesure, à un instant donné, le nombre N de particules radioactives, au bout de n périodes, le nombre de particules radioactives n'est plus que de N × (1/2)n.

La question qui se pose est de déterminer la taille de la population ou le nombre de particules radioactives entre deux mesures (la décennie pour la population ou la période pour la particule). Il s'agit donc de « combler les trous entre les entiers ». Une tentative peut être faite grâce à la racine n-ième : si la population a été multipliée en 10 ans par 1,3, on cherche à déterminer par combien elle est multipliée chaque année. Elle est multipliée par un réel q tel que q10 = 1,3, c'est-à-dire q = 10√1,3 que l'on note 1,31/10.
On est donc capable de définir ar pour des exposants non entiers :
{\displaystyle \exp _{a}(1/q)=a^{1/q}={\sqrt[{q}]{a}}}
{\displaystyle \exp _{a}(p/q)=a^{p/q}=({\sqrt[{q}]{a}})^{p}={\sqrt[{q}]{a^{p}}}}.
On a ainsi « comblé les trous » et défini ar pour tout r rationnel. Pour définir ax pour tout réel x, il faut ajouter un argument de continuité : tout réel x est « aussi proche que l'on veut » d'un rationnel p/q ; la valeur de ax sera alors « proche de » ap/q.
Cette idée intuitive de ce que pourrait être ax apparaît très tôt — en même temps que la notation exponentielle, c'est-à-dire dès le XVIIe siècle. Mais il faudra attendre les siècles suivants pour voir en x ↦ ax :
- une fonction ;
- vérifiant ax + y = axay, c'est-à-dire transformant une somme en produit ;
- continue ;
- réciproque d'une fonction logarithme (qui transforme un produit en somme) ;
- dérivable et dont la dérivée est proportionnelle à la fonction.

## Définitions
Il existe plusieurs points d'entrée possibles pour la définition de la fonction exponentielle : par ses propriétés algébriques (transforme une somme en produit), par la propriété de sa dérivée (dérivée proportionnelle à la fonction), ou par ses relations avec la fonction exponentielle et la fonction logarithme népérien.

### Par la propriété algébrique
Définition — On appelle fonction exponentielle réelle, toute fonction de R dans R, non identiquement nulle et continue en au moins un point, transformant une somme en produit, c'est-à-dire vérifiant l'équation fonctionnelle
Une telle fonction f est continue et strictement positive et pour tout réel a > 0, l'unique f telle que f(1) = a est appelée exponentielle de base a et se note expa.
Autrement dit : ces fonctions sont les morphismes continus de (R, +) dans (R+*, ×), et sont en bijection avec R+* via f ↦ f(1).
La relation
{\displaystyle f(u)=f\left(2{\frac {u}{2}}\right)=\left[f\left({\frac {u}{2}}\right)\right]^{2}}
assure que la fonction est à valeurs positives.
L'équation fonctionnelle garantit de plus que toutes ces valeurs sont non nulles dès que l'une d'entre elles l'est.
Puis, des considérations analogues à celles développées dans la section précédente assurent l'existence et l'unicité, pour tout réel a > 0, d'une fonction f définie sur les rationnels, vérifiant l'équation fonctionnelle, et prenant en 1 la valeur a.
On démontre la continuité et — par densité de ℚ dans ℝ — l'unicité d'une fonction vérifiant l'équation fonctionnelle, prenant en 1 la valeur a, et continue en au moins un point. Son existence s'obtient par prolongement par continuité :
On peut remarquer que — hormis la fonction constante 1, qui correspond à a = 1 — toutes ces applications f : ℝ → ]0, +∞[ sont bijectives. Ce sont donc des isomorphismes de (R, +) dans (R+*, ×).
On prouve qu'alors f est dérivable et vérifie l'équation différentielle :

### À l'aide de la fonction exponentielle et de la fonction logarithme népérien
Définition —  Soit a un réel strictement positif. On appelle fonction exponentielle de base a la fonction définie sur ℝ par 
où x ↦ ex est la fonction exponentielle et ln la fonction logarithme népérien.
Cette fonction est bien continue, transforme une somme en produit et prend la valeur a en 1.

### Par une équation différentielle
Définition —  On appelle fonction exponentielle toute fonction dérivable vérifiant l'équation différentielle et la condition initiale suivantes :
où k est un réel quelconque.
On peut remarquer que pour une telle fonction, k est la valeur de la dérivée en 0.
En supposant seulement connue l'existence d'une solution pour k = 1 (la fonction exp), une solution évidente pour k quelconque est la fonction x ↦ exp(kx).
On montre que cette solution est la seule. De plus, la solution transforme toute somme en produit, donc sa définition coïncide avec celle ci-dessus « Par la propriété algébrique », pour a = exp(k).

### Comme réciproque des fonctions logarithmes
Définition —  Soit a un réel strictement positif, différent de 1. La fonction logarithme de base a est une bijection de R*+ dans R. On appelle fonction exponentielle de base a sa bijection réciproque :
La fonction logarithme étant continue, transformant un produit en somme et prenant la valeur 1 en a, sa bijection réciproque est continue, transforme une somme en produit et prend la valeur a en 1.

## Propriétés

### Propriétés algébriques
- Pour tous réels strictement positifs a et b et pour tous réels x et y :
{\displaystyle a^{x}=\exp(x\ln(a))={\rm {e}}^{x\ln(a)},\quad a^{x}=b^{x\log _{b}(a)},\quad a^{xy}=\left(a^{x}\right)^{y}.}
- Les applications expa : x ↦ ax sont des morphismes de groupes (abéliens) de (R, +) dans (R+*, ×) :
{\displaystyle a^{x+y}=a^{x}a^{y},\quad a^{0}=1,\quad {\frac {1}{a^{x}}}=a^{-x}.}
- Ces morphismes constituent un groupe isomorphe à (R+*, ×) (via a ↦ expa) — donc aussi à (R, +) :
{\displaystyle a^{x}b^{x}=(ab)^{x},\quad 1^{x}=1,\quad {\frac {1}{a^{x}}}=\left({\frac {1}{a}}\right)^{x},\quad a^{1}=a.}

### Étude de fonction
La fonction exponentielle de base a est indéfiniment dérivable sur R et sa dérivée a pour expression
{\displaystyle \exp _{a}'(x)=\ln(a)\,\exp _{a}\!(x)}.
Puisque la fonction exponentielle est toujours positive, le signe de sa dérivée ne dépend que du signe de ln(a). La fonction est donc strictement croissante lorsque la base a est strictement plus grande que 1 ; elle est strictement décroissante quand la base est inférieure à 1 et constante si on a pris pour base a = 1.
Les limites de la fonction exponentielle de base a dépendent de la position de a par rapport à 1 :
- si a > 1 alors {\displaystyle \lim _{x\to +\infty }a^{x}=+\infty \quad {\rm {et}}\quad \lim _{x\to -\infty }a^{x}=0~;}
- si a < 1 alors {\displaystyle \lim _{x\to +\infty }a^{x}=0\quad {\rm {et}}\lim _{x\to -\infty }a^{x}=+\infty .}

La fonction exponentielle a un comportement prévisible par rapport à la fonction puissance : en cas d'indétermination en +∞, c'est l'exponentielle qui l'emporte :
pour tous réels a > 1 et b, {\displaystyle \lim _{x\to +\infty }{\frac {a^{x}}{x^{b}}}=+\infty .}
Elle est à la fois logarithmiquement convexe (donc convexe) et logarithmiquement concave (en).